# Dave's Picks, Vol. 9: Harry Adams Field House, U. of Montana, Missoula, MT 5/14/74
Dave's Picks, Vol. 9: Harry Adams Field House, U. of Montana, Missoula, MT 5/14/74 es el noveno álbum en vivo de Dave's Picks, serie de lanzamientos en vivo de la banda Grateful Dead. Fue publicado el 1 de febrero de 2014 a través del sello discográfico Rhino.

## Recepción de la crítica
En Rolling Stone, Will Hermes escribió, “en este set que personifica una era, grabado en la Universidad de Montana, [The Grateful Dead están] en el punto. El wah-wah de Jerry García y el Fender Rhodes de Keith Godchaux hacen melodías en el territorio del funk libre de Miles Davis; la vocalista Donna Godchaux añade notas distintivas; y el material lento brilla más”. En AllMusic, Fred Thomas escribió: “Decir que la banda estaba inmersa en una de sus fases más improvisadas sería quedarse muy corto, ya que la lista de canciones incluía versiones exploratorias de los favoritos del público como «Jack Straw», así como una interpretación impresionante de «Weather Report Suite» que se desdibuja en un «Dark Star» particularmente épico, así como algunas de las interpretaciones más influenciadas por el jazz que The Dead desarrollarían ese año en «Playing in the Band»”. En NPR, Milo Miles dijo: “Este parece un concierto excepcional de Grateful Dead. Muchos shows de Dead, incluso muy fuertes, tienen un período en el que los impulsos de la banda se desincronizan y el impulso se pierde durante unos minutos, o bastantes. Esto no sucede aquí, ni siquiera en la ampliada «Weather Report Suite» que incorpora «Dark Star» y «China Doll». Igual de sorprendente es que el tecladista Keith Godchaux y su esposa, la cantante Donna, se muestran en su forma más precisa y comedida; su capacidad para enriquecer el sonido de la banda es evidente”.

## Rendimiento comercial
Dave's Picks, Vol. 9 debutó en la lista Top Rock Albums de Billboard en el número 6 durante la semana del 15 de febrero de 2013. Debutó en la lista de todos los géneros de la revista el mismo día en el número 30. Dave's Picks, Vol. 9 le otorgó a la banda su entrada número 61 en las listas, vendiendo un total de 12,000 unidades en su primera semana.

## Lista de canciones
Disco uno
1. "Bertha" (Jerry Garcia, Robert Hunter) – 6:15
2. "Me and My Uncle" (John Phillips) – 3:15
3. "Loser" (Garcia, Hunter) – 6:39
4. "Black-Throated Wind" (Bob Weir, John Perry Barlow) – 6:52
5. "Scarlet Begonias" (Garcia, Hunter) – 7:21
6. "It Must Have Been the Roses" (Hunter) – 5:44
7. "Jack Straw" (Weir, Hunter) – 5:18
8. "Tennessee Jed" (Garcia, Hunter) – 8:18
9. "Mexicali Blues" (Weir, Barlow) – 3:39
10. "Deal" (Garcia, Hunter) – 4:46

Disco dos
1. "Big River" (Johnny Cash) – 5:21
2. "Brown-Eyed Woman" (Garcia, Hunter) – 5:13
3. "Playing in the Band" (Weir, Mickey Hart, Hunter) – 20:49
4. "U.S. Blues" (Garcia, Hunter) – 5:48
5. "El Paso" (Marty Robbins) – 4:44
6. "Row Jimmy" (Garcia, Hunter) – 8:52

Disco tres
1. "Weather Report Suite" – 16:08
  - "Prelude" (Weir)
  - "Part I" (Weir, Eric Andersen)
  - "Part II (Let It Grow)"  (Weir, Barlow)
2. "Dark Star" (Garcia, Hart, Bill Kreutzmann, Phil Lesh, Ron McKernan, Weir, Hunter) – 26:39
3. "China Doll" (Garcia, Hunter) – 5:52
4. "Promised Land" (Chuck Berry) – 3:46
5. "Not Fade Away" (Norman Petty, Charles Hardin) – 6:15
6. "Goin' Down the Road Feeling Bad" (traditional, arranged by Grateful Dead) – 9:58
7. "One More Saturday Night" (Weir) – 4:50

## Posicionamiento
| Gráfica (2014)                             | Pico de posición |
| ------------------------------------------ | ---------------- |
| Estados Unidos (Billboard 200)             | 30               |
| Estados Unidos (Billboard Top Album Sales) | 30               |
| Estados Unidos (Billboard Top Rock Albums) | 6                |